# Palais Manhyia

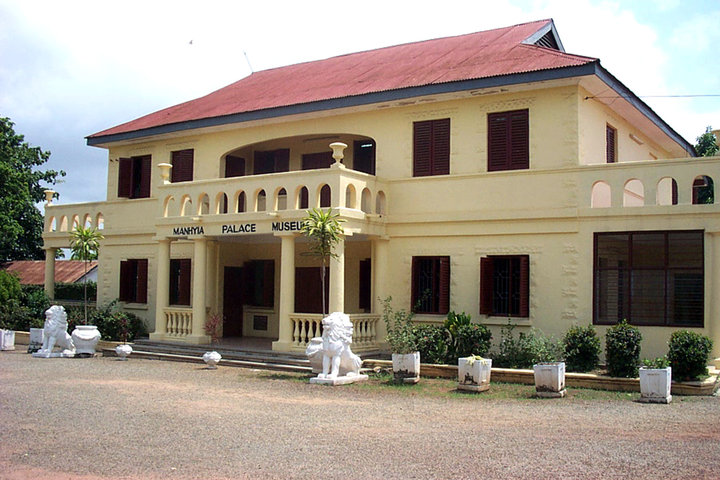
Palais Manhyia. Il s'agit de la façade principale, construite à l'origine et achevée en 1925. Il a acquis son aspect actuel à la suite d'une rénovation, en 1995.

Le Palais Manhyia (langue Akan signifiant Oman hyia – rassemblement du peuple) est le siège de l'Asantehene, ainsi que sa résidence officielle. Il est situé à Kumasi, la capitale de la région Ashanti. Le premier palais est aujourd'hui un musée.

## Histoire
Le palais est reconstruit en 1925  par la Grande-Bretagne. En effet, le premier palais est détruit par les Britanniques en 1874 lors de la troisième guerre anglo-ashanti. Les Britanniques auraient été impressionnés par la taille du palais d'origine et l'étendue de son contenu, qui comprenait « des rangées de livres dans de nombreuses langues ». Ils achèvent de le raser durant la guerre du Tabouret d'Or avec des explosifs.
Au retour d'exil de l'Asantehene Prempeh I des îles Seychelles, le nouveau bâtiment lui est proposé comme résidence. Prempeh I n'a accepté l'offre qu'après avoir payé l'intégralité du coût du bâtiment. Deux rois se succèdent dans ce palais, Prempeh I et Prempeh II.
Le palais de 1925 est converti en musée en 1995 à la suite de la construction d'un nouveau palais par Opoku Ware II qu'il occupe jusqu'à sa mort. Osei Tutu II, réside actuellement dans le nouveau palais.

## Musée du palais Manhyia
Le palais construit par les Britanniques en 1925 est transformé en musée et inauguré officiellement le 12 août 1995  par le roi de l'époque Opoku Ware II. Plusieurs objets sont exposés dans le musée. Ils comprennent des meubles utilisés par les rois, la tête en bronze de Nana Sir Osei Agyeman Prempeh II et un croquis de l'Empire ashanti. Il y a aussi le premier téléviseur du royaume , ainsi que des effigies de cire grandeur nature de certains des rois et reines ashanti.

## Architecture
L'architecture du palais s'apparente aux plans de construction du royaume d'Asante du début des années 1900. Le palais est un bâtiment de deux étages. Les deux étages disposent de vérandas ouvertes offrant une vue sur les environs du palais. En 1995, une dépendance est ajoutée au palais d'origine pour servir de boutique de cadeaux. Le palais possède une grande cour et présente des statues des anciens grands rois et reines des Ashanti.